# 荷花街道 (瀏陽市)
荷花街道（かかかいどう）は中華人民共和国湖南省長沙市瀏陽市の街道。

## 行政区画
- 荷花園社区（旧制荷花園社区、胡坪村を母体に新制「荷花園社区」を設置。）
- 南市社区
- 唐洲社区
- 楊家弄村
- 西環村
- 嗣同村
- 牛石嶺村
- 南環村（聶橋村、樟槽村を母体に新制「南環村」を設置。）
- 東環村
- 瀏河村
- 建新村

## 経済

### 名物・特産品
- 水産業

## 地理
荷花街道は瀏陽市の中部に位置し、北は関口街道と、東北は高坪鎮と、南東は澄潭江鎮と、北西は集里街道と、南西は棖沖鎮と、南は大瑶鎮とそれぞれ接している。
- ダム湖：樟槽水庫
- 山：猿啼山

## 教育
- 初級中学：荷花中学

## 交通

### バス
- 南部バスターミナル

### 道路
- 319国道
- 106国道
- 荷中文高速道路
- 長洪高速道路

## 観光
- 譚嗣同墓
- 欧陽予倩大劇院
- 欧陽玄祠

## 出身有名人
- 欧陽玄